# Gedrechter
Gedrechter är ett berg i Österrike.   Det ligger i distriktet Schwaz och förbundslandet Tyrolen, i den västra delen av landet, 400 km väster om huvudstaden Wien. Toppen på Gedrechter är 2 217 meter över havet.
Terrängen runt Gedrechter är huvudsakligen bergig, men åt sydväst är den kuperad. Närmaste större samhälle är Schwaz, 13,2 km nordväst om Gedrechter. 
Trakten runt Gedrechter består i huvudsak av gräsmarker. Runt Gedrechter är det ganska glesbefolkat, med 42 invånare per kvadratkilometer.